# رمكو بالك
رمكو بالك (بالهولندية: Remco Balk)‏ هو لاعب كرة قدم هولندي في مركز الوسط، ولد في 2 مارس 2001 في زاودهورن في هولندا. لعب مع نادي أوترخت.

## وصلات خارجية
- رمكو بالك على موقع قاعدة بيانات كرة القدم.إي يو (الإنجليزية)
- رمكو بالك على موقع Soccerway.com (الإنجليزية)